# Kingsley Ehizibue
Kingsley Ehizibue (Monaco di Baviera, 25 maggio 1995) è un calciatore olandese di origini nigeriane, difensore dell'Udinese.

## Biografia
Ehizibue è nato a Monaco di Baviera da genitori nigeriani. All'età di due anni si è trasferito a Zwolle, nei Paesi Bassi.
È un grande appassionato di musica, infatti, oltre a giocare a calcio, sa cantare e suonare il pianoforte.

## Caratteristiche tecniche
È un terzino destro, usato all’occorrenza come esterno di centrocampo o come ala destra, che dispone di buone doti atletiche e fisiche.

## Carriera

### Club
Cresciuto nelle giovanili del PEC Zwolle, ha esordito il 13 dicembre 2014 in un match vinto 1-0 contro il Willem II. Con gli olandesi milita per 5 stagioni, collezionando 8 reti in 121 presenze.

#### Il mancato passaggio al Genoa e Colonia
Nel mercato invernale del 2019 si è reso partecipe di un singolare evento: dopo aver svolto e superato le visite mediche con il Genoa, ha fatto dietrofront poche ore prima della firma sul contratto, motivando la scelta come "volontà di Dio".
Nell'estate del 2019 passa al Colonia, appena tornato in massima divisione tedesca. Il 2 febbraio 2020 trova il suo primo e unico gol con la maglia del Colonia, nella netta vittoria per 4-0 ai danni del Friburgo. Con il club tedesco rimane fino all'agosto del 2022 per un totale di 76 presenze e 1 rete.

#### Udinese
Il 30 agosto 2022 è ufficiale il suo passaggio all'Udinese. Il suo esordio nella massima serie avviene il 31 agosto 2022 in occasione del match poi vinto per 1-0 contro la Fiorentina. Sigla il suo primo gol in bianconero nella gara di campionato vinta per 1-0 contro la Sampdoria del 22 gennaio 2023.

## Statistiche

### Presenze e reti nei club
Statistiche aggiornate al 18 agosto 2025.
| Stagione          | Squadra           | Campionato        | Campionato | Campionato | Coppe nazionali | Coppe nazionali | Coppe nazionali | Coppe continentali | Coppe continentali | Coppe continentali | Altre coppe | Altre coppe | Altre coppe | Totale | Totale |
| Stagione          | Squadra           | Comp              | Pres       | Reti       | Comp            | Pres            | Reti            | Comp               | Pres               | Reti               | Comp        | Pres        | Reti        | Pres   | Reti   |
| ----------------- | ----------------- | ----------------- | ---------- | ---------- | --------------- | --------------- | --------------- | ------------------ | ------------------ | ------------------ | ----------- | ----------- | ----------- | ------ | ------ |
| 2014-2015         | PEC Zwolle        | ERE               | 3          | 0          | CO              | 1               | 0               | -                  | -                  | -                  | SO          | 0           | 0           | 4      | 0      |
| 2015-2016         | PEC Zwolle        | ERE               | 28         | 4          | CO              | 0               | 0               | -                  | -                  | -                  | -           | -           | -           | 28     | 4      |
| 2016-2017         | PEC Zwolle        | ERE               | 29         | 2          | CO              | 2               | 0               | -                  | -                  | -                  | -           | -           | -           | 31     | 2      |
| 2017-2018         | PEC Zwolle        | ERE               | 33         | 1          | CO              | 4               | 1               | -                  | -                  | -                  | -           | -           | -           | 37     | 2      |
| 2018-2019         | PEC Zwolle        | ERE               | 18         | 0          | CO              | 3               | 0               | -                  | -                  | -                  | -           | -           | -           | 21     | 0      |
| Totale PEC Zwolle | Totale PEC Zwolle | Totale PEC Zwolle | 111        | 7          |                 | 10              | 1               |                    | -                  | -                  |             | 0           | 0           | 121    | 8      |
| 2019-2020         | Colonia           | BL                | 31         | 1          | CG              | 1               | 0               | -                  | -                  | -                  | -           | -           | -           | 32     | 1      |
| 2020-2021         | Colonia           | BL                | 21+1       | 0          | CG              | 1               | 0               | -                  | -                  | -                  | -           | -           | -           | 23     | 0      |
| 2021-2022         | Colonia           | BL                | 16         | 0          | CG              | 2               | 0               | -                  | -                  | -                  | -           | -           | -           | 18     | 0      |
| ago. 2022         | Colonia           | BL                | 1          | 0          | CG              | 1               | 0               | UECL               | 1                  | 0                  | -           | -           | -           | 3      | 0      |
| Totale Colonia    | Totale Colonia    | Totale Colonia    | 69+1       | 1          |                 | 5               | 0               |                    | 1                  | 0                  |             |             |             | 76     | 1      |
| ago. 2022-2023    | Udinese           | A                 | 27         | 2          | CI              | 1               | 0               | -                  | -                  | -                  | -           | -           | -           | 28     | 2      |
| 2023-2024         | Udinese           | A                 | 23         | 0          | CI              | 0               | 0               | -                  | -                  | -                  | -           | -           | -           | 23     | 0      |
| 2024-2025         | Udinese           | A                 | 33         | 0          | CI              | 1               | 0               | -                  | -                  | -                  | -           | -           | -           | 34     | 0      |
| 2025-2026         | Udinese           | A                 | 0          | 0          | CI              | 1               | 0               | -                  | -                  | -                  | -           | -           | -           | 1      | 0      |
| Totale Udinese    | Totale Udinese    | Totale Udinese    | 83         | 2          |                 | 3               | 0               |                    | -                  | -                  |             | -           | -           | 86     | 2      |
| Totale Carriera   | Totale Carriera   | Totale Carriera   | 254        | 10         |                 | 17              | 1               |                    | 1                  | 0                  |             | 0           | 0           | 282    | 11     |

## Palmarès
- Supercoppa dei Paesi Bassi: 1

PEC Zwolle: 2014